# Saint-John Perse
Saint-John Perse, prawdziwe nazwisko Marie-René-Alexis Léger (ur. 31 maja 1887 w Pointe-à-Pitre, zm. 20 września 1975 w Giens) – francuski poeta i dyplomata, laureat Nagrody Nobla w dziedzinie literatury za rok 1960, w latach 1933–1940 sekretarz generalny we francuskim Ministerstwie Spraw Zagranicznych.
Pointe-à-Pitre, jego miejsce urodzenia, znajduje się na karaibskiej wyspie Gwadelupie. Był jedynym męskim potomkiem starej burgundzkiej rodziny osiadłej na Antylach w XVIII wieku. Dzieciństwo spędził na należącej do rodziny wyspie Saint-Léger-les-Feuilles. Wielkie trzęsienie ziemi w 1897 oraz kryzys ekonomiczny w wyniku wojny amerykańsko-hiszpańskiej w następnym roku zubożyły rodzinę i skłoniły ją do powrotu do starego kraju. Po ukończeniu z podwójnym odznaczeniem liceum w Pau rozpoczął studia prawnicze i medyczne na Uniwersytecie w Bordeaux. W 1909 roku, mając 22 lata, opublikował swój pierwszy poemat „Obrazki Robinsona Kruzoe”, który od razu wzbudził żywe zainteresowanie krytyki, upatrującej w nim następcę Arthura Rimbauda. Opinię tę ugruntowały opublikowane w 1911 roku „Eloges”. Po śmierci ojca, dzięki protekcji Paula Claudela i Francisa Jammes’a został przyjęty do służby dyplomatycznej. W 1916 roku wyjechał do Chin, gdzie, pełniąc funkcję pierwszego sekretarza poselstwa, pozostawał do roku 1924. W wynajętej – jako miejsce pracy twórczej i rozmyślań – małej świątyni taoistycznej, położonej o dwa dni drogi od Pekinu, powstała „Anabaza” i, prawdopodobnie, „Chwała Królów”. Obydwa utwory opublikowane zostały w 1924 roku Paryżu, po raz pierwszy pod pseudonimem Saint-John Perse. Po powrocie do kraju szybko awansował. Mianowany ministrem pełnomocnym i sekretarzem generalnym Ministerstwa Spraw Zagranicznych, kierował francuską polityką zagraniczną, aż do upadku Francji w 1940 roku. W Polsce przebywał tylko raz, w 1935 roku, jako reprezentant rządu francuskiego na pogrzebie Marszałka Józefa Piłsudskiego. Po upadku Francji, pozbawiony przez rząd Vichy francuskiego obywatelstwa i ścigany przez gestapo, uciekł do Stanów Zjednoczonych, gdzie przyjął skromną posadę bibliotekarza w Bibliotece Kongresu. Odrzucił propozycję prezydenta Roosevelta, później także generała de Gaulle’a, podjęcia działalności politycznej lub dyplomatycznej. Po dwudziestu latach milczenia ponownie stał się poetą – i pozostał już nim do końca. W 1941 roku, w latarni morskiej na Long Beach Island, napisał „Wygnanie” (Wygnanie, Deszcze, Śniegi, Poemat dla Cudzoziemki), cztery lata później powstały „Wichry” i wreszcie, już po wojnie, poematy „Amers” i „Kronika”. W 1935 został Komandorem Legii Honorowej, w 1960  Wielkim Oficerem Legii Honorowej. W 1961 roku otrzymał nagrodę Nobla. W 1959 roku wraz z „Dianą” – Dorothy Milburn, poślubioną rok wcześniej, poeta osiadł – tym razem już na stałe – w Les Vigneaux i zamieszkał w domu ofiarowanym mu przez amerykańską milionerkę i admiratorkę Minę Curtiss. Ostatnie utwory napisane we Francji to: „Ptaki”, „Poemat dla Tej, która tu była”, „Pieśń na zrównanie dnia z nocą”, „Nokturn” i „Susza”.

## Twórczość
Twórczość Saint-John Perse’a oceniana bywa jako jedno z najbardziej niezwykłych zjawisk w literaturze XX wieku. We wstępie do angielskiego przekładu „Anabazy” T.S. Eliot napisał: „Saint-John Perse nie ma w literaturze ani przodków, ani pokrewieństw; największą trudnością jego poezji jest to, że tłumaczy się jedynie przez siebie samą”. 

Poezja, związana swym własnym przeznaczeniem, uznaje się za równą życiu, które nie musi się tłumaczyć, ani usprawiedliwiać ze swojego istnienia. Ciemność, którą się jej zarzuca, nie wynika z jej własnej natury - jest nią bowiem niesienie światła - lecz z samej nocy, którą bada i winna badać: z nocy duszy i mroków tajemnicy, w której nurza się człowiek

.
W Polsce twórczość poetycka Saint-John Perse’a była znana jedynie z nielicznych, fragmentarycznych przekładów Mieczysława Jastruna, Mariana Ośmiałowskiego i Jana Prokopa, głównie w czasopismach literackich. Pierwsze obszerniejsze wydanie, zawierające w całości poemat „Anabaza”, oraz niewielkie fragmenty poematów „Eloges”, „Wygnanie”, „Wichry”, „Deszcze”, oraz „Amers” w przekładzie Zbigniewa Bieńkowskiego ukazało się w wydawnictwie PIW, w 1980 roku.
W 1994 „Oficyna Literacka” w Krakowie wydała całościowy zbiór poematów, powstałych między 1941 a 1960 rokiem („Wygnanie”, „Wichry”, „Amers”, „Kronika”) w przekładzie Adama Wodnickiego. W roku 2001, tym samym przekładzie, ukazały się poematy: „Chwała Królów”, „Nokturn” i „Susza” (Literatura na Świecie, nr 4/2001). Wreszcie w 2008 roku, również w przekładzie Adama Wodnickiego wydawnictwo „Austeria” wydało tom pt. „Anabaza, Wygnanie, Susza”

## Dzieła
- Images à Crusoé (1909)
- Éloges (1911)
- La gloire des rois (1924 tytuł pol. „Chwała Królów”)
- Anabase (1924, „Anabaza”)
- Exil (1942, „Wygnanie”)
- Pluies (1943, „Deszcze”)
- Poème à l’étrangère (1943, „Poemat dla Cudzoziemki”)
- Neiges (1944, „Śniegi”)
- Vents (1946, „Wichry”)
- Amers (1957)
- Chronique (1960, „Kronika”)
- Oiseaux (1963, „Ptaki”)
- Chant pour un équinoxe (1971, „Pieśń na zrównanie dnia z nocą”)
- Nocturne (1973, „Nokturn”)
- Sécheresse(1974, „Susza”)